# Arai Shuga
Arai Shuga (sinh ngày 29 tháng 10 năm 1999) là một cầu thủ bóng đá người Nhật Bản.

## Sự nghiệp câu lạc bộ
Arai Shuga hiện đang chơi cho Tochigi SC.